# سمنتس بوهدان
سمنتس بوهدان (اوکراینی: Богдан Іванович Семенець؛ زادهٔ ۲۷ نوامبر ۱۹۹۰) بازیکن فوتبال اهل اوکراین است.
وی همچنین در تیم ملی فوتبال Ukraine (students) بازی کرده‌است.